# Coqueirinho
Coqueirinho é o nome vulgar da espécie Butia arenicola, uma palmeira anã (família Arecaceae) da  tribo das Cocoineae. É nativo do Brasil (Mato Grosso, Mato Grosso do Sul e Minas Gerais) e do Paraguai, onde cresce em campos e pastagens. Os frutos são drupas e as folhas são pinuladas e verde-prateadas. Nunca chega a formar verdadeiramente um espique (caule cilíndrico, como as outras palmeiras).